# Pierre-Jean-Louis Campmas

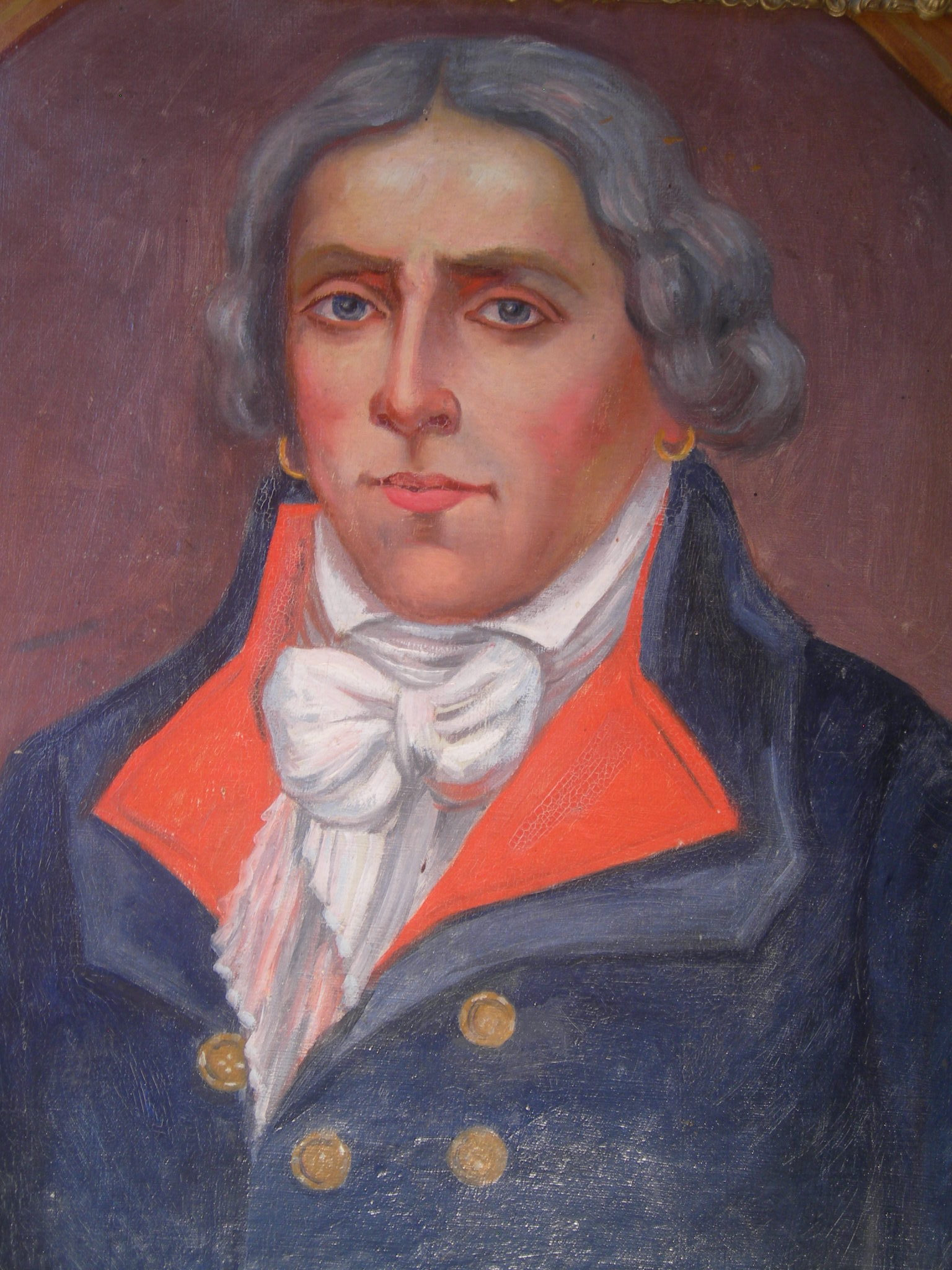
Pierre-Jean-Louis Campmas

Pierre-Jean-Louis Campmas (Blaye-les-Mines, 28 november 1756 - Albi, 17 april 1821) was een Franse magistraat en politicus.
Hij was de zoon van Jean-Louis Campmas, notaris in Carmaux, en Marie Ursule de Tayrac, dochter van een rechter in La Salvetat. Hij volgde een juridische opleiding en werd advocaat bij het Parlement van Toulouse. Hij kwam in conflict met de adellijke familie de Solages, die een monopolie had verkregen op de steenkoolwinning in het bekken van Carmaux. Campmas verdedigde de rechten van de kleine grondeigenaars tegen de concessie verleend aan de familie de Solages. In 1792 werd hij volksvertegenwoordiger voor Tarn in de Nationale Conventie en zetelde in het kamp van de radicale republikeinen. Hij stemde voor de doodstraf voor koning Lodewijk XVI. Later werd hij rechter in zijn geboortestreek.